# Petit Bayonne

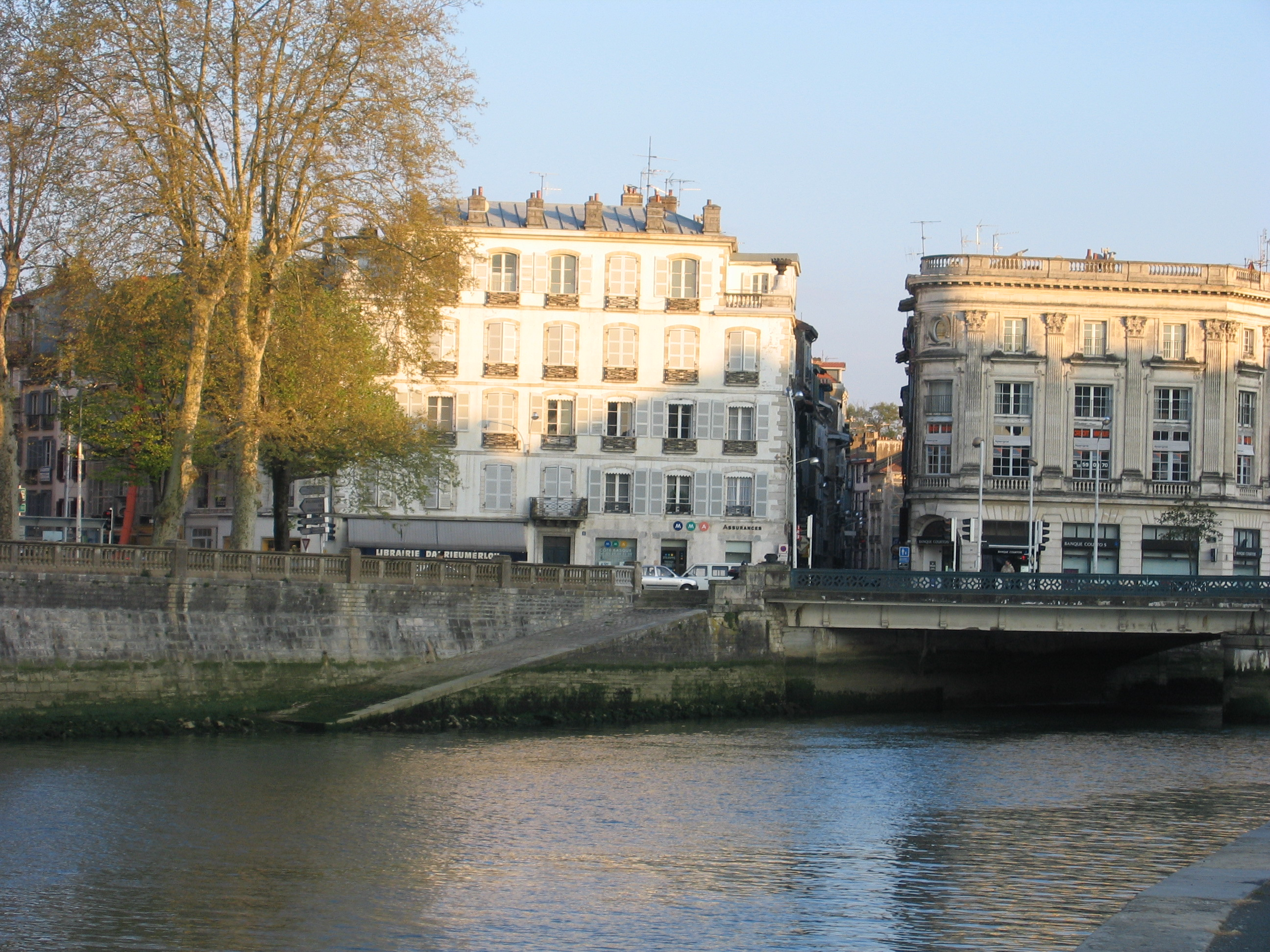
Petit Bayonne

Le Petit Bayonne (basque: Baiona Ttipia) est un quartier de Bayonne, dans les Pyrénées-Atlantiques, situé à la confluence entre l'Adour et la Nive. 
Quartier traditionnellement populaire du fait d'une vocation portuaire ancienne, il a connu un regain de cette identité à partir des années 70, du fait de son rôle de théâtre principal dès cette époque des fêtes de Bayonne, de l’accueil de nombreuses associations et de la présence régulière de nombreux activistes et sympathisants de la cause indépendantiste basque. 

## Lieux remarquables

### Administration
- Antenne du département des Pyrénées-Atlantiques

### Culture et patrimoine
- Musée basque
- Musée Bonnat-Helleu
- Lycée Paul-Bert

### Enseignement supérieur et recherche
- Campus de la Nive de l'Université de Pau et des Pays de l'Adour
- Unité mixte de recherche Iker en études basques et en linguistique, Université Bordeaux-Montaigne, Université de Pau et des Pays de l'Adour et du CNRS

### Lieux de culte
- Église Saint-André

### Sport
- Trinquet Saint-André